# 小松川事件
小松川事件（こまつがわじけん）とは、1958年（昭和33年）に東京都で発生した殺人事件。別名、小松川高校事件または小松川女子学生殺人事件。

## 事件の概要
1958年8月17日、東京都江戸川区の東京都立小松川高等学校定時制に通う女子学生（当時16歳）が行方不明になる。同月20日に、読売新聞社に同女子学生を殺害したという男から、その遺体遺棄現場を知らせる犯行声明とも取れる電話が来る。
警視庁小松川警察署の捜査員が付近を探すが見あたらず、イタズラ電話として処理される。翌21日、小松川署に、さらに詳しく遺体遺棄現場を知らせる電話が来る。捜査員が調べたところ、同高校の屋上で被害者の腐乱死体を発見した。
その後犯人は、被害者宅や警察に遺品の櫛や手鏡を郵送した。さらに読売新聞社へは反響を楽しむかのように30分にも及ぶ電話をかけ、警察はその逆探知に成功した。電話をかけてきた公衆電話ボックスには間に合わず、身柄は確保できなかったが、そこで電話をかけていた男の目撃証言は得られた。この時の通話は録音され、8月29日にはラジオで犯人の声が全国に放送された。「声が似ている」という多くの情報が寄せられ、その中から有力な容疑者が浮かび上がった。

## 犯人
小松川署捜査本部は9月1日に工員で同校定時制1年生の男子学生・李 珍宇（イ・チヌ、当時18歳、日本名：金子鎮宇）を逮捕した。
犯人の李は東京市城東区（現：江東区）亀戸出身の在日朝鮮人であり、窃盗癖もあった。
李は、1955年6月にハンドバッグと現金を盗んで逮捕・家庭裁判所送致されたのを皮切りに、その後も図書館の書籍や自転車などを盗んで、計4度家庭裁判所に送致された。このうち3度の送致では家庭裁判所は李に対し不処分あるいは審判不開始の判断をし、4度目の送致で李は初めて保護観察処分を受け、この保護観察中に李は本事件を起こした。なお、李は保護観察官の受けが良く、「良」の評価を受けていたという。
李は、犯行当日プールで泳ごうと思い同高校に来たところ、屋上で読書をしている被害者を発見。彼女をナイフで脅し強姦しようとする。しかし大声を出されたため殺害し屍姦、遺体を屋上の鉄管暗渠に隠した、と自供。また彼は4月20日にも、23歳の賄い婦を強姦し、殺害。その後も屍姦したと自供した（強姦については法廷では否認、検察によって導かれた供述であるとした）。
李が「悪い奴」という小説を書き、読売新聞社の懸賞に応募していたことが後に判明した。この小説は、クラス費を盗んだことを山田という同級生に言いふらされ、就職してからもそれを密告され職場を逐われた主人公が、彼のことを殺害するという筋書きであった。その殺害の状況は、4月の事件を基にしているのではないかと報道では書き立てられた。
逮捕前、一部の新聞により実名報道が行われたことから、少年法の問題が議論された。

## 裁判
李は1940年2月生まれで犯行時18歳であったが、殺人と強姦致死に問われ、1959年2月27日に東京地裁で死刑が宣告された。二審もこれを支持、最高裁も1961年8月17日（被害者の命日）に上告を棄却し、戦後20人目の少年死刑囚に確定した。
事件の背景には貧困や朝鮮人差別の問題があったとされ、大岡昇平ら文化人や朝鮮人による助命請願運動が高まった。大岡のほか、木下順二、旗田巍、吉川英治、渡辺一夫らは「李少年を助けるためのお願い」（1960年9月）という声明文を出し、以下のように訴えた。
また、被害者の遺族は以下のように申し出た。
李は自供したが物証は十分でなかったとされ、一部では冤罪説も喧伝された。李は拘置所でカトリックに帰依の洗礼を受けるが、被害者たちに対しては「私がそれをしたのだった。それを思う私がそれをした私なのである。それなのに、彼女達は私に殺されたのだ、という思いが、どうしてこのようにヴェールを通してしか感じられないのだろうか」と逡巡していた。獄中では朴壽南などとの間に往復書簡を交わし、その内容は死刑執行後に『罪と死と愛と』（三一書房、1963年）として刊行され、後にさらに補われて『李珍宇全書簡集』として刊行されている。

## 処刑
1962年8月、李は東京拘置所から宮城刑務所仙台拘置支所に移送（当時の東京拘置所には処刑設備がなかったため同所収監中の死刑囚を仙台拘置支所に移送する通称「仙台送り」が行われていた）され、同年11月16日に宮城刑務所にて死刑が執行された。享年22。
秋山駿はこの事件に関して『内部の人間』を著し、初期の作品として評価を受けた。また鈴木道彦も、この事件をきっかけに在日朝鮮人に対する日本人の民族責任を追及した。
恩赦の請願がなされ、さらに再審請求の予定だったが、恩赦の審議をしている中央更生保護審査会に法務大臣の秘書官が駆け込んできて、「死刑執行することになったので恩赦の請願は棄却するように」と伝えられた。これは森川哲郎が、審査会の委員になったばかりの尾崎士郎（1962年10月12日〜）から聞いた話だという。

## 事件を基にした創作

### 小説
- 深沢七郎『絢爛の椅子』（初出：『婦人公論』1959年11月特大号、『深沢七郎集　第2巻』（筑摩書房、1997年） 収録）
- 石原慎太郎『十八歳』（初出：『中央公論』1960年7月号臨時増刊号、『石原慎太郎文庫4 青年の樹（全）十八歳 』（三島由紀夫・江藤淳・大江健三郎編、河出書房新社、1964年） 収録[16]）
- 大江健三郎『叫び声』(初出：『群像』（講談社）1962年11月号、1963年講談社より刊行)
- 木下順二『口笛が、冬の空に……』未来社、1962年。
- 三好徹『海の沈黙』三一書房、1962年。
- 大岡昇平『無罪』新潮社、1978年。『事件』新潮社、1977年。
- 金石範『祭祀なき祭り』集英社、1981年。

### 映画
- 『二十歳の恋』（原題: L'amour à 20 ans）(監督:石原慎太郎、1963年4月日本公開）
  - パリ、ローマ、東京、ミュンヘン、ワルシャワの5都市を舞台に、恋と青春をテーマにした国際オムニバス映画。石原慎太郎は自作の短編小説『十八歳』を原作にした日本篇を監督した[17]。
- 『絞死刑』(監督:大島渚、1968年公開）

### マンガ
- 『クウデタア』  全1巻(原作：大塚英志、作画：西川聖蘭、2015年 - 2016年連載)
  - 2015年4月に前半部分が『アンラッキーヤングメン　クウデタア』（イースト・プレス）として書き下ろしで刊行。その後、後半部分が2015年8月から2016年7月に『コミックウォーカー』に連載され、2017年10月に前半部分と後半部分をまとめて『クウデタア　完全版』（角川書店）として全1巻で刊行された。

## 文献
- 井出孫六：小松川女子高生殺人事件の暗部。エコノミスト64 (34) [1986.08.12] pp.86-91、『その時この人がいた』毎日新聞社･筑摩書房
- 週刊朝日の昭和史第3巻(1989) pp138～151
- 鈴木道彦『越境の時　1960年代と在日』集英社新書、2007年
- 築山俊昭『無実！ 李珍宇 小松川事件と賄婦殺し』三一書房、1982年
- 小笠原和彦『李珍宇の謎 なぜ犯行を認めたのか』三一書房、1987年
- 『李珍宇ノオト　死刑にされた在日朝鮮人』（野崎六助、三一書房、1994年）